# Bertha M Gutiérrez Rodilla
Bertha M. Gutiérrez Rodilla (Salamanca, 1970) es una médica, filóloga e historiadora española. Es catedrática de Historia de la Ciencia en la Universidad de Salamanca desde junio de 2018. Desde mayo de 2024, desempeña el cargo de Vicerrectora de Estudios de Grado y Calidad en la Universidad de Salamanca.

## Formación académica
Estudió Medicina y Cirugía en la Universidad de Salamanca, donde se licenció en 1985. En 1991 obtuvo el grado de doctora en Medicina y Cirugía en la misma universidad, con una tesis calificada con sobresaliente cum laude.
En 1993 completó la licenciatura en Filología Hispánica. Posteriormente, amplió su formación con una beca postdoctoral del Ministerio de Educación y Ciencia, desarrollando investigaciones en el Instituto de Lexicografía de la Real Academia Española (Madrid), la Académie de Médecine de Paris y la Université Paris XIII (CNRS).

## Trayectoria profesional
Desde 2001 es profesora titular de universidad en la Facultad de Medicina de la Universidad de Salamanca. Desde junio de 2018 ocupa la cátedra de Historia de la Ciencia. Imparte docencia en los grados de Medicina, Odontología, Humanidades y Traducción e Interpretación, así como en programas de máster y doctorado tanto nacionales como internacionales. Ha coordinado el Máster en Estudios Medievales y Renacentistas y participado en proyectos de innovación docente.
Es miembro del Panel de Expertos del Programa ACADEMIA de la Agencia Nacional de Evaluación de la Calidad y Acreditación (ANECA), así como del Consejo de Investigación y del Comité de Bioética de la Universidad de Salamanca. Participa como evaluadora de proyectos para agencias como ANEP, AGAUR y la National Agency for Research (Departamento de Ciencias Sociales y Humanidades, Francia).
Desde diciembre de 2022 es académica de la Real Academia de Medicina de Salamanca.

## Investigación
Ha sido investigadora principal en múltiples proyectos competitivos a nivel nacional, regional y local. Sus líneas de investigación se centran en la historia del lenguaje científico, la historia de la medicina española y la lexicografía médica histórica.
Entre sus publicaciones destacan libros y artículos especializados en historia del lenguaje científico. Ha publicado más de un centenar de capítulos y artículos en revistas académicas. También ha editado varios volúmenes y ha sido directora durante diez años de la revista Panace@. Revista de Medicina, Lenguaje y Traducción, galardonada en 2009 con el Premio MEDES de la Fundación Lilly.
Es miembro del consejo editorial de varias revistas científicas y colecciones editoriales, y colabora como evaluadora externa en numerosas publicaciones.

## Participación en congresos y docencia internacional
Ha impartido cursos y conferencias en instituciones académicas de distintos países, y ha participado en más de un centenar de congresos y seminarios tanto nacionales como internacionales.

## Cargos y asociaciones
Es secretaria del Instituto de Estudios Medievales y Renacentistas y de Humanidades Digitales (IEMYRhd) de la Universidad de Salamanca. Ha presidido la Asociación Internacional de Traductores y Redactores de Ciencias Médicas y Afines (TREMÉDICA) y ocupa actualmente la vicepresidencia de la Junta Directiva de la Sociedad Española de Historia de la Medicina (SEHM). Desde mayo de 2024, desempeña el cargo de Vicerrectora de Estudios de Grado y Calidad en la Universidad de Salamanca.

## Publicaciones destacadas
- «Contra viento y marea: las Etimologías médicas de Antonio Barbará Riudor (1925)», Revista de Filología Española.[3]
- El Libro de los Baños de Arnedillo (1699) del médico Juan Martínez de Zalduendo.

## Proyectos de investigación destacados
- Las bases teóricas de la construcción de nuevos diccionarios (1995–1998)
- Inventario y estudio histórico de los balnearios y manantiales minero-medicinales de Castilla y León (1998–1999)
- Elaboración de un manual de introducción a los estudios biomédicos (1998–1999)
- Traducción y ciencia: génesis del castellano como lengua de ciencia (2001–2003)
- Traducción y ciencia: la formación de los lenguajes de las ciencias exactas y la medicina en castellano (2005–2007)
- Del latín al romance: traducción de textos árabes y latinos (2008–2010)
- Lexicografía y ciencia: repertorios peninsulares hasta el siglo XVI (2009–2011)
- Lexicografía y ciencia: fuentes y análisis del léxico especializado (2012–2015)
- Lexicografía y medicina: estudio histórico del léxico especializado (2015–2016)
- Tesoro lexicográfico médico en lengua española (2017–2018)

## Premios y reconocimientos
- Premio «Cádiz» de la Real Academia de Medicina y Cirugía de Cádiz por el trabajo La terminología científica en medicina. Algunos problemas y soluciones (1999).
- Premio «Logos 2000» de la Association Européenne des Linguistes et des Professeurs de Langues por el libro La ciencia empieza en la palabra. Análisis e historia del lenguaje científico (2000).
- Premio MEDES a la «Mejor Iniciativa Editorial» para Panace@..[4] Boletín de Medicina y traducción. Expedido por Fundación Lilly · ene. 2009. Revista de Medicina, Lenguaje y Traducción (Fundación Lilly, 2009).